# امارت اسلامی کردستان
امارت اسلامی کردستان (به کردی: میرنشینی ئیسلامیی کوردستان، Mîrnişîna Îslamiya Kurdistanê) یک دولت کردی به رسمیت شناخته نشده بود که بر اساس قوانین شریعت اداره می‌شد. از سال ۱۹۹۱ خارج از کنترل دولت عراق بود و در سال ۱۹۹۴ یک نهاد خودگردان در منطقه خودمختار کردستان بود و در سال ۲۰۰۱ رسماً اعلام استقلال کرد و در سال ۲۰۰۳ به پایان رسید.

## تاریخ

### زمینه
خیزش شعبان شامل حزب دمکرات کردستان، اتحادیه میهنی کردستان و جنبش اسلامی کردستان بود که علیه دولت عراق شورش کردند و اقلیم کردستان را تأسیس کردند. جنبش اسلامی کردستان همچنان در اقلیم کردستان حضور چشمگیری داشت. بعدها، جنگ داخلی کردستان عراق بین حزب دموکرات کردستان و اتحادیه میهنی کردستان آغاز شد. به عنوان بخشی از توافقات، کنترل اقلیم کردستان به سه بخش تقسیم شد. به حزب دمکرات کردستان، استان دهوک و اربیل، استان سلیمانیه به اتحادیه میهنی کردستان و استان حلبچه به جنبش اسلامی کردستان داده شد. این امارت بخشی از اقلیم کردستان بود، اما خارج از کنترل حکومت اقلیم کردستان. زمانی که جنبش اسلامی کردستان در حکومت اقلیم کردستان ادغام شد، برخی از جنبش اسلامی کردستان خارج شدند و گروه‌های خود را تشکیل دادند که به فعالیت خود در امارت ادامه دادند. در میان این گروه‌ها اصلاح به رهبری ملا کریکار، گروه عدالت کردستان به رهبری علی باپیر، و جندالاسلام (ادغام جبهه توحید اسلامی، جنبش حماس کردستان و یگان سوران دوم) به رهبری ابوعبدالله شافعی. در اوایل قیام‌های ۱۹۹۱، جنبش اسلامی کردستان کردها را نزد اسامه بن لادن فرستاده بود و آنها در مورد جنایاتی که صدام حسین علیه کردها انجام می‌داد به او گفتند. پس از نقل مکان القاعده به سودان، در سال ۱۹۹۱، یک مربی القاعده از کردستان عراق بازدید کرد تا شورشیان جنبش اسلامی کردستان را در سال ۱۹۹۲ آموزش لشکری دهد. ملا کرکار از سال ۱۹۹۱ تا زمانی که در سال ۲۰۰۱ برای «گروه اصلاح» ترک کرد، فرمانده نظامی جنبش اسلامی کردستان بود. جنبش اسلامی کردستان متشکل از شاخه سیاسی آن بود که بر امارت حکومت می‌کرد و شاخه نظامی آن، «پیشمرگه-جنبش اسلامی کردستان» که از شش واحد تشکیل شده بود و از زمان تأسیس اقلیم کردستان در سال ۱۹۹۱ یکی از شاخه‌های رسمی پیشمرگه بود، در حالی که حزب دمکرات کردستان و اتحادیه میهنی کردستان نیز شاخه‌های پیشمرگه خود را داشتند.
در سال ۲۰۰۱، ملا کریکار کنترل امارت را به دست آورد و استقلال خود را اعلام کرد و قصد خود را برای گسترش امارت اسلامی به تمام کردستان بزرگ اعلام کرد. ملا کریکار امارت اسلامی را به عنوان یک کشور کرد مستقل معرفی کرد و مدعی شد که از کردستان عبور نخواهد کرد. در امارت اسلامی، اصلاح و جندالاسلام ادغام شدند و انصارالاسلام را تشکیل دادند که به عنوان نظامی امارت اسلامی عمل می‌کرد. زمانی که انصارالاسلام تأسیس شد، اسامه بن لادن ۳۰۰٬۰۰۰ دلار به این گروه کمک کرد.
ملا کریکار رهبر انصارالاسلام امیر امارت و ابوعبدالله الشافعی و علی باپیر معاونان وی بودند. در شرایطی که این منطقه تحت تحریم عملی از همه طرف قرار داشت، جهادگران کرد سنی از همسایه ایران، حمایت فرامرزی حیاتی از امارات کردند و شبکه‌هایی را ایجاد کردند که به‌طور غیرقانونی به این منطقه قاچاق می‌شدند.

### زندگی در امارت اسلامی
مانند ملا کریکار، بسیاری از اعضای انصارالاسلام نیز دیدگاه‌های ملی گرایانه داشتند و امارت جدید را پیروزی جنبش استقلال کردستان تلقی کردند. آنها همچنین سنت گراهایی بودند که فرهنگ کردی را از نظر اجتماعی ترویج می‌کردند. علیرغم بسیاری از سیاست‌های ملی گرایانه دیگر، عناصر ملی‌گرایی که با اسلام در تضاد بودند کنار گذاشته شدند. همچنین گزارش شد که انصارالاسلام قوانین سختگیرانه شرعی را اجرا کرد، علیه اقلیت یارسانی مرتکب جنایات شد و درگاه‌ها و خانقاه‌های صوفی را ویران کرد. امارت اسلامی کردستان روابط دیپلماتیک با امارت اسلامی افغانستان به رهبری ملا عمر داشت و کردها را به افغانستان می‌فرستاد تا از طالبان یا القاعده آموزش ببینند. آنها همچنین هیئت‌هایی را نزد اسامه بن لادن در افغانستان فرستادند. سپاه پاسداران انقلاب اسلامی به بی‌احتیاطی نسبت به آنچه در مرزهایشان می‌گذرد متهم شده بود.
پس از حملات ۱۱ سپتامبر، القاعده تلاش کرد تا از امارت اسلامی کردستان به عنوان پایگاهی برای عملیات‌های آینده استفاده کند. ابومصعب الزرقاوی افغانستان را ترک کرد و با کمک کردهای ایران و اروپا به امارت اسلامی کردستان منتقل شد. او مدت کوتاهی در امارت ماند و در نهایت به الانبار نقل مکان کرد و در آنجا بدنامتر شد. امارت اسلامی کردستان تعدادی از کهنه سربازان طالبان متشکل جذب کرد از عرب‌های افغانستان و همچنین پشتون‌ها را که شباهت‌های قومی و زبانی بیشتری با کردها داشتند. اکثریت قریب به اتفاق جهادگران همیشه کردهای محلی بودند. در اوج خود در سال ۲۰۰۲، انصارالاسلام بیش از ۷۰۰ مبارز داشت که بیش از ۹۰ درصد آنها کرد بودند. داوطلبانی که از افغانستان آمده بودند، حدود ۷۰ نفر، عمدتاً به عنوان مشاور، مربی و سفیر خدمت کرده بودند.
صدام حسین از امارت اسلامی آگاه بود و انصارالاسلام را یک تهدید جدایی‌خواه می‌دانست و اقدام به جمع‌آوری اطلاعات علیه آنها می‌کرد.

### سقوط

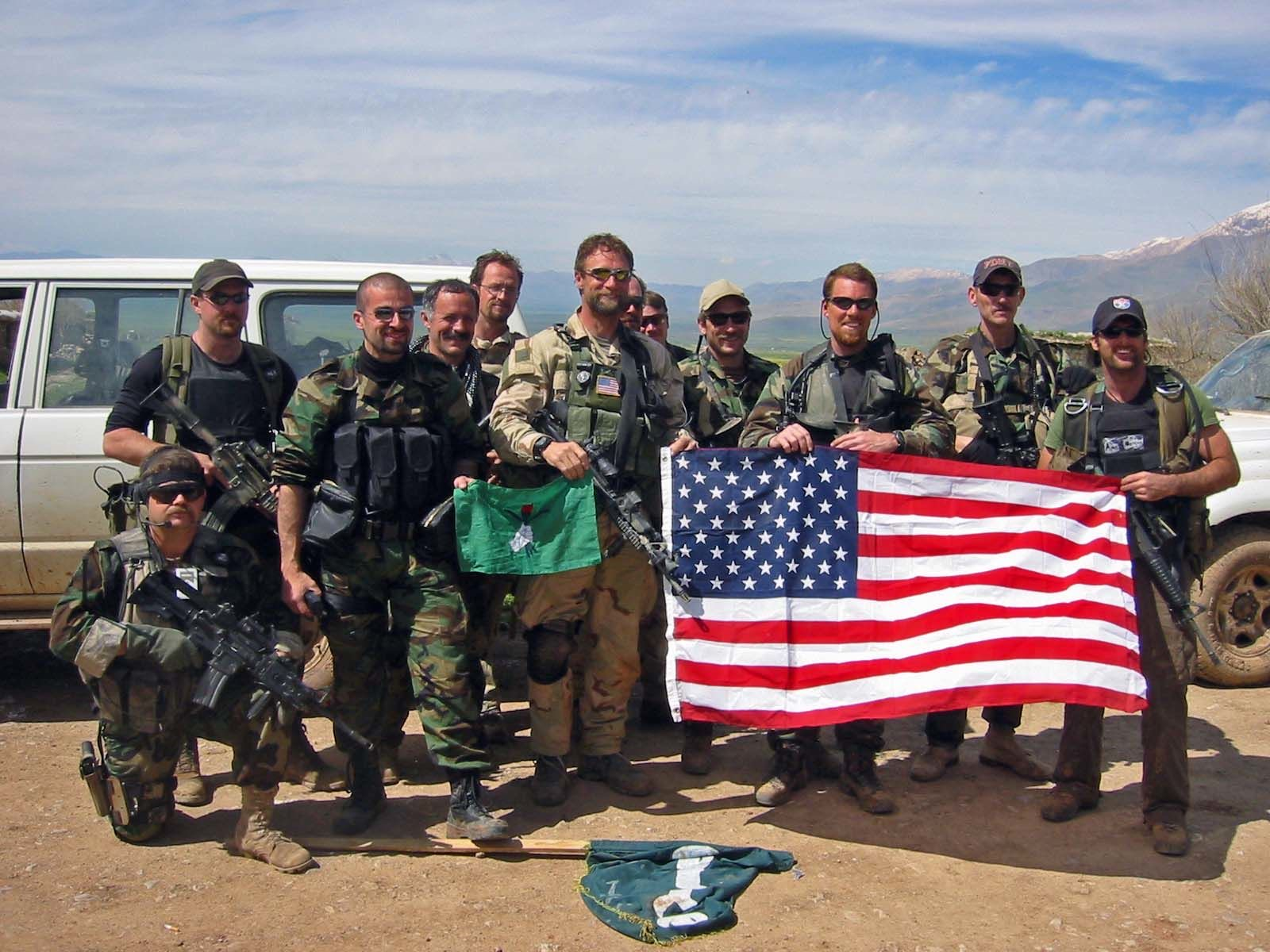
نیروهای ویژه آمریکا با سربازان اتحادیه میهنی کردستان پس از شکست انصارالاسلام

پس از آغاز حمله به عراق، حکومت بولنت اجویت اجازه ورود ایالات متحده به عراق از خاک ترکیه را رد کرد. ایالات متحده عملیات چکش وایکینگ را در سال ۲۰۰۳ آغاز کرد. پس از از دست دادن امارت، بسیاری از جنگجویان انصارالاسلام در مرز ایران و عراق جمع شدند و در آنجا توسط هواداران کرد ایرانی به ایران قاچاق شدند. حزب دمکرات کردستان و اتحادیه میهنی کردستان بر سر نحوه مبارزه با انصارالاسلام اختلاف نظر داشتند و حتی برخی از مقامات حزب دمکرات کردستان از مداخله خودداری کردند و مدعی شدند که اتحادیه میهنی کردستان باید با عواقب دستیابی انصارالاسلام به چنین قدرتی روبرو شود. ایالات متحده همچنین پیشمرگه‌ها را برای انحلال شاخه «پیشمرگه-جنبش اسلامی کردستان» در سال ۲۰۰۳ تحت فشار قرار داد.
پس از فروپاشی امارت، انصارالاسلام منحل شد، و ابوعبدالله الشافعی از اقلیم کردستان فرار کرد و انصارالسنه را تأسیس کرد، در حالی که ملا کریکار به نروژ رفت. ملا کریکار «روتی شاخ» را تا زمان دستگیری در سال ۲۰۱۵ تأسیس کرد و رهبری کرد. علی باپیر با حکومت اقلیم کردستان آشتی کرد.
در اواخر سال ۲۰۱۶، در حوالی پانزدهمین سالگرد امارت، ملا کریکار گفت: "امیدوارم هر چه زودتر از عراق جدا شویم. من از صمیم قلب از آن حمایت خواهم کرد. ما در سال ۱۹۲۱ به زور به کشور عراق ملحق شدیم، دولتی که یک کشور شکست خورده به تمام معنا اولین بار که عراق هواپیما خرید، پادشاهی کردستان و سلیمانیه را بمباران کردند. زمانی که موریتانی استقلال را اعلام کرد، آنها حتی ساختمانی نداشتند که پرچم خود را بر آن به اهتزاز درآورند، اما با این وجود اعلام استقلال کردند. او همچنین مدعی شد که دیگر از مقامات دولت کرد کینه ای ندارد. هوشیار زیباری تأیید کرد که دولت کردستان با کرکار صلح کرده است.